# Diego Cerri
Diego Cerri (São Paulo, 28 de dezembro de 1974) é um treinador, preparador físico e dirigente esportivo brasileiro. Atualmente é executivo de futebol do Red Bull Bragantino.

## Carreira
Foi técnico interino do Grêmio Barueri (antigo Grêmio Prudente), onde permaneceu por 13 jogos pelo Brasileirão de 2009  , onde era preparador físico do time, depois se mudou junto com o clube, para Presidente Prudente. pelo qual, foi diretor do Grêmio Prudente, onde saiu em 2010 .
No dia 4 de dezembro de 2012, acertou com o Ceará para ser gerente de futebol . Onde permaneceu até 11 de agosto de 2015.
Em agosto de 2016, Diego Cerri foi contratado para ser o diretor de futebol do Bahia, onde permaneceu até dezembro de 2020. No Bahia, Cerri contribuiu para o acesso à primeira divisão do Campeonato Brasileiro no ano de 2016, e para o título da Copa do Nordeste em 2017.